# Anii 1930 în film
- Anii 1920 în cinematografie — Anii 1930 în cinematografie — Anii 1940 în cinematografie

În anii 1930 au avut loc mai multe evenimente în industria filmului:

## Filme
Aceasta este o listă incompletă de filme produse în anii 1930:
- 1930 - L'Age d'Or, Earth, The Blue Angel
- 1931 - City Lights, M, Tabu, Le Million
- 1932 - Trouble in Paradise, Freaks, Vampyr
- 1933 - Duck Soup, King Kong, Zero for Conduct
- 1934 - L'Atalante, It Happened One Night
- 1935 - Bride of Frankenstein, A Night at the Opera, Top Hat
- 1936 - Modern Times, Partie de campagne, The Crime of Monsieur Lange
- 1937 - Grand Illusion, Snow White and the Seven Dwarfs, Make Way for Tomorrow
- 1938 - Bringing Up Baby, Alexander Nevsky (film), The Lady Vanishes
- 1939 - Gone with the Wind, The Wizard of Oz, Stagecoach, Mr. Smith Goes to Washington, Ninotchka

## Nașteri
1930:

## Decese
1930: